# András Balczó

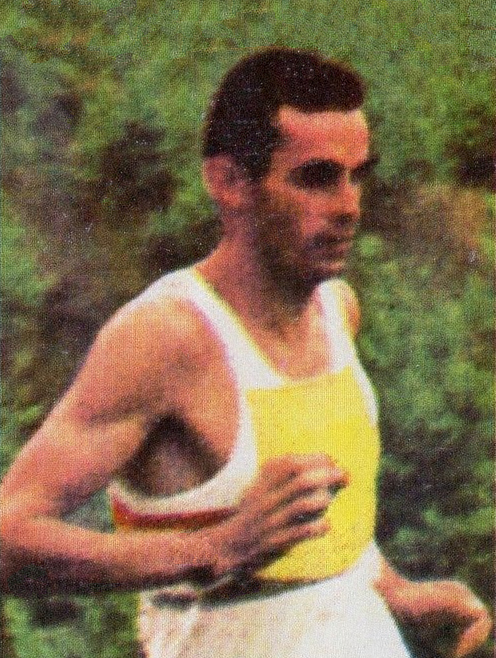
András Balczó (1972)

András Balczó (* 16. August 1938 in Kondoros im südlichen Ungarn) ist ein ehemaliger Moderner Fünfkämpfer, der mit drei olympischen Goldmedaillen und zehn Weltmeistertiteln einer der erfolgreichsten Sportler in seiner Sportart war.
Balczó begann 1954 mit dem Modernen Fünfkampf. Bei der Weltmeisterschaft 1958 wurde er Sechster in der Einzelwertung und Zweiter mit der Mannschaft. 1959 belegte er in der Einzelwertung den zweiten Platz hinter Igor Nowikow aus der Sowjetunion. Bei den Olympischen Spielen 1960 in Rom vergaben Nowikow und er im Reiten und im Schießen alle Siegchancen. Am Ende wurde er Olympiavierter, in der Mannschaftswertung erhielt er Gold zusammen mit Ferenc Németh und Imre Nagy, die in der Einzelwertung Gold und Silber gewonnen hatten.
1961 wurde er bei der Weltmeisterschaft Dritter in der Einzelwertung und mit der Mannschaft Zweiter; auch 1962 gewannen die Ungarn mit der Mannschaft Silber. 1963 in Magglingen siegten die Ungarn in der Mannschaftswertung und Balczó und Ferenc Török sicherten sich Gold und Silber in der Einzelwertung. Bei der Heimreise fand der ungarische Zoll bei Balczó und seinem Mannschaftskameraden István Móna verbotene Waren. Der ungarische Verband sperrte beide für die Olympischen Spiele 1964 in Tokio. Ferenc Török gewann Einzelgold, die geschwächte Mannschaft erkämpfte sich die Bronzemedaille.
Bei der Weltmeisterschaft 1965 in Leipzig war Balczó wieder dabei und gewann Einzel- und Mannschaftsgold, diesen Doppelsieg wiederholte er 1966 in Melbourne und 1967 in Jönköping. Als hoher Favorit reiste Balczó zu den Olympischen Spielen 1968 nach Mexiko-Stadt. Der Schwede Björn Ferm, 1967 Dritter in seiner Heimatstadt Jönköping, lag aber von Beginn an in Führung und ließ sich auch in Balczós bester Einzeldisziplin, dem Geländelauf, nicht einholen. Ferm gewann mit elf Punkten Vorsprung auf Balczó, in der Mannschaft siegte Balczó zusammen mit István Móna und Ferenc Török knapp vor der sowjetischen Mannschaft um die aufstrebenden Pawel Lednjow und Boris Onischtschenko.
1969 fand die Weltmeisterschaft in Budapest statt. In der Einzelwertung gewann Balczó seinen fünften Titel in Folge vor Onischtschenko und Ferm. Die ungarische Mannschaft verlor vor heimischem Publikum knapp gegen die sowjetische Mannschaft. 1970 in Warendorf siegte in der Einzelwertung der Ungar Péter Kelemen vor Balczó und Onischtschenko. Die Mannschaft mit Kelemen und Balczó wurde Weltmeister, für Balczó war es der fünfte Mannschaftstitel. 1971 wurde Balczó Dritter in der Einzelwertung und zum fünften Mal Zweiter mit der Mannschaft.
Den Abschluss seiner Karriere feierte Balczó bei den Olympischen Spielen in München. Bei seiner dritten Olympiateilnahme gelang ihm der Sieg in der Einzelwertung vor Onischtschenko und Lednjow, mit der Mannschaft wurde er Zweiter hinter der Mannschaft aus der Sowjetunion.
Nach den Olympischen Spielen 1972 beendete Balczó seine Karriere. Er heiratete die Turnerin Monika Császár, die 1972 Bronze mit der Mannschaft gewann; aus der Ehe gingen zwölf Kinder hervor. Balczó, der sein Leben lang Kritiker der Kommunistischen Partei in Ungarn war, wurde nach seiner Karriere als Fünfkämpfer nicht in den Trainerstab eingebunden und auch nicht verabschiedet. Dieser Abschnitt seines Lebens wurde in einem Porträtfilm mit dem Titel Der Auftrag (Küldetés) festgehalten. Balczó zog mit seiner Frau auf das Land und widmete sich seiner Familie und der Pferdezucht.